# Agapetus vicanthicus
Agapetus vicanthicus là một loài Trichoptera trong họ Glossosomatidae. Chúng phân bố ở miền Australasia.